# LTV PLUS
LTV PLUS je regionální televize vysílající na Klimkovicku. Vysílání je možno naladit z vysílačů společnosti Digital Broadcasting v multiplexu 24.

## Program
Program televize se zaměřuje na regionální zpravodajství, kulturu, sport, životní styl a zdravotnictví. Premiéra pořadů je každou sobotu od 6.00. Jednotlivé pořady jsou opakovány 4× denně po celý týden.